# 多明尼·馬迪奧
多明尼·馬迪奧（英語：Dominic Matteo，1974年4月28日—）是一名前蘇格蘭職業足球員。馬迪奧司職後衛，成名於利物浦和列斯聯。

## 生平

### 球會
馬迪奧出生於蘇格蘭城市鄧弗里斯。1992年，馬迪奧的足球生涯在利物浦開始，效力了長達八年的時間，期間曾被外借至新特蘭。2000年8月，馬迪奧加盟了列斯聯，並在一個月後對AC米蘭的歐聯賽事中初次亮相。
2000/01年球季，馬迪奧是列斯聯打入歐聯四強的其中一名成員。在小組賽階段，馬迪奧在聖西路球場對AC米蘭的入球深受列斯聯球迷的深切回憶，並確保了列斯聯晉級下個回合。
2002年夏天，當里奧·費迪南轉投曼聯後，馬迪奧隨即被任命為隊長。2003/04年球季，列斯聯降班，馬迪奧亦在2004年7月加盟布力般流浪並簽下了三年合約。馬迪奧在對西布朗的賽事中首次亮相，最終雙方打和1-1。
2007年1月，馬迪奧自由轉會至史篤城並簽訂了在夏天到期的短期合約，期間合共上陣了9場並攻入了一球。在2007/08年球季季前賽時，馬迪奧的合約儘的管已經完結，但他仍代表史篤城上陣。及後在2007年8月10日，馬迪奧與史篤城簽下了一年合約。加盟後，馬迪奧成為了史篤城的隊長，但是他只是偶爾代表球會上陣，馬迪奧首次亮相是在2007年11月。馬迪奧現正修讀歐洲足協教練執照。

### 國家隊
馬迪奧曾經代表過英格蘭U21和英格蘭B隊上陣，其後卻因出生地及成長於鄧弗里斯而成為蘇格蘭的一員。馬迪奧合共代表了蘇格蘭上陣過6場，於2000年11月對澳洲的賽事中首次亮相。2004年，馬迪奧退出蘇格蘭，並宣佈由於他母親的關係，所以希望代表威爾士出賽。

## 外部連結
- Liverpool historic profile （页面存档备份，存于）
- 足球数据库：多明尼·馬迪奧的球员统计数据